# Cecina de León
La cecina de León és una varietat de cecina que s'elabora a la província de León amb carn de boví.

## Història
El 2017, en unes excavacions arqueològiques realitzades a la Penya del Castro, a La Ercina, a més d'un magatzem de llavors i cereals, es van trobar restes de carn de vaca curada datades en els primers anys de la nostra era.
La cecina apareix esmentada en diferents relats al llarg de la història. Així, Gabriel Alonso de Herrera, en el seu Tratado de Agricultura General, destacava la cecina i la salaó i indicava que es podien cecinar diversos tipus de carns, incloent-hi la de boví. També al segle xvi, la cecina de boví apareix esmentada entre les viandes que ofereix l'hostalera de La pícara Justina.
Al segle xix, Enrique Gil i Carrasco va recollir els costums lleonesos, entre els quals es trobava la producció i el consum de cecina. A mitjans del mateix segle, i segons el Diccionario geográfico-estadístico-histórico de España y sus posesiones de Ultramar, el 1835 es pagaven 6,20 rals per 1 kg de cecina a la plaça Major de León, i cada habitant consumia 972 arroves de cecina en un any.
A banda dels testimonis històrics, la tècnica del fumat té un llarga tradició a la província de Lleó. Per exemple, els traginers maragatos, que passaven llargues temporades fora de casa, procuraven que els queviures duressin tot el possible, per la qual cosa a més del salat i el curat, el fumat va ser habitual com a mètode de conservar les carns.
La seva matèria primera són els especejaments dels quarts del darrere de bestiar boví, d'un mínim de cinc anys i un pes de 400 quilos. A més, el procés, que consta de sis fases –perfilat, salat, rentat, assentament, fumat i assecat o curació– s'ha de prolongar com a mínim durant set mesos. El 1994 es va aprovar el reglament de la Indicació Geogràfica Protegida i el seu Consell Regulador per ordre de la Conselleria d'Agricultura i Ramaderia de la Junta de Castella i Lleó.